# أليساندرو بيراردي
أليساندرو بيراردي (بالإيطالية: Alessandro Berardi) (16 يناير 1991 في إيطاليا - ) هو لاعب كرة قدم إيطالي في مركز حراسة المرمى. لعب مع نادي لاتسيو وهيلاس فيرونا.

## وصلات خارجية
- أليساندرو بيراردي على موقع قاعدة بيانات كرة القدم.إي يو (الإنجليزية)
- أليساندرو بيراردي على موقع Soccerway.com (الإنجليزية)
- أليساندرو بيراردي على موقع عالم كرة القدم.نت (الإنجليزية)
- أليساندرو بيراردي على موقع AS.com (الإسبانية)